# ساووره

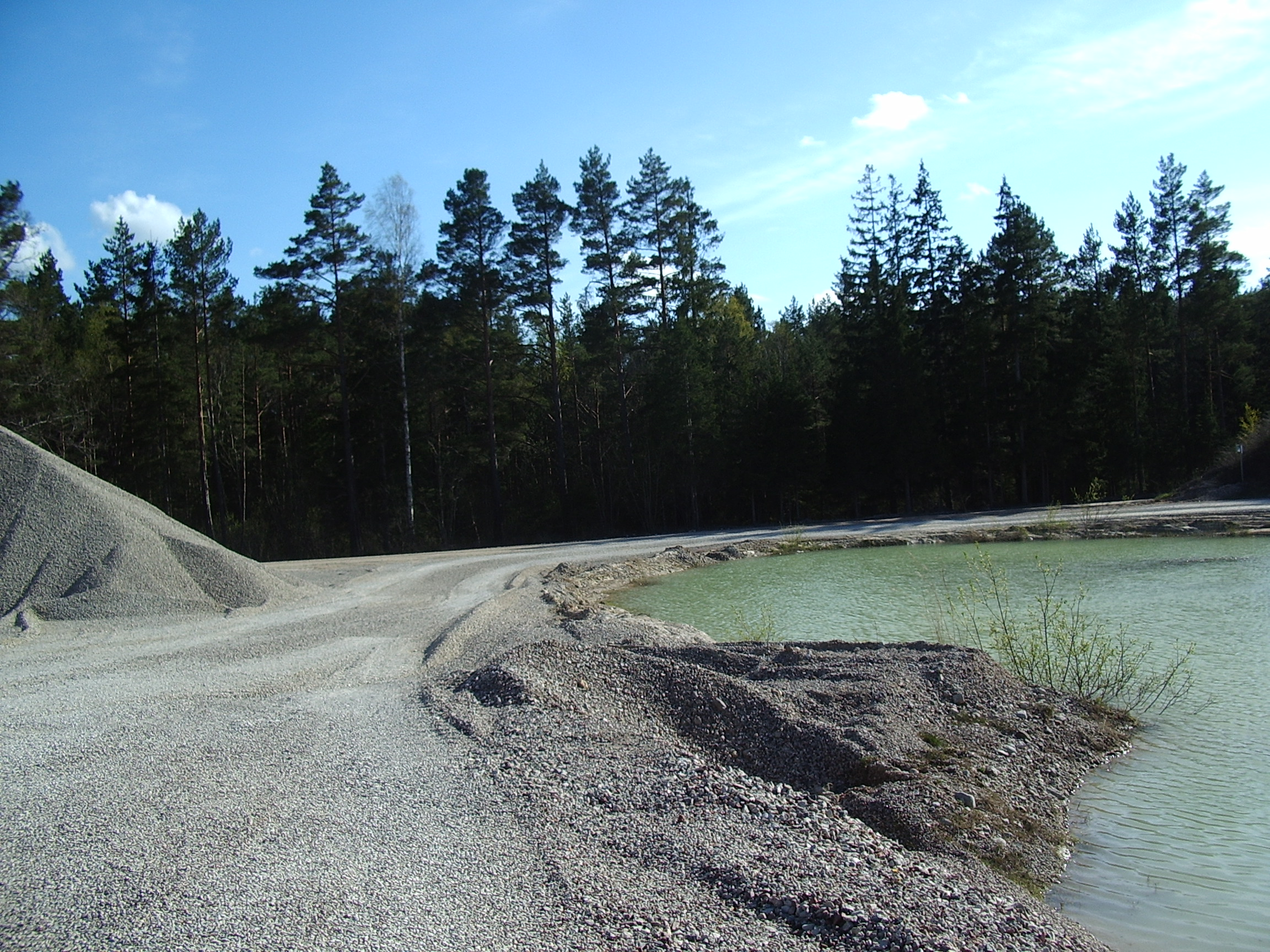
معدن سنگریزه ساووره

ساووره (به انگلیسی: Sauvere) یک روستا در دهستان سارما در شهرستان ساره واقع در غرب کشور استونی است.
جمعیت این روستا تا تاریخ ۲۰۰۷/۰۱/۱، ۶۸ نفر بوده‌است.
قبل از اصلاحات اداری در سال ۲۰۱۷، این روستا جز منطقه Lääne-Saare بود.